# Zele ebefal
Zele ebefal är en stekelart som beskrevs av Papp 1997. Zele ebefal ingår i släktet Zele och familjen bracksteklar. Inga underarter finns listade i Catalogue of Life.